# هاميش كيمب
هاميش كيمب (بالإنجليزية: Hamish Kemp)‏ هو لاعب اتحاد الرغبي بريطاني، ولد في 13 فبراير 1933 في غلاسكو في المملكة المتحدة، وتوفي بنفس المكان في 5 يونيو 2002.